# Rua de Trás
A Rua de Trás é um arruamento na freguesia da Vitória
da cidade do Porto, em Portugal.
A Rua de Trás teria a esta denominação por ter estado atrás da muralha da cidade que corria pela Calçada da Natividade (actual Rua dos Clérigos) até à Porta do Olival (Cordoaria). Os edifícios do lado norte da rua encostavam a um troço das Muralhas Fernandinas do Porto, e no topo dela existia ainda, transformada em casa de habitação, uma das torres da Porta do Olival. 
Mas a origem do topónimo poderá ter origem na sua forma primitiva que era Rua de Trás da Lágea (1583), nome antigo do troço superior da Rua dos Caldeireiros. 

## Pontos de interesse
- Edifício na Rua de Trás, nºs 63, 65 e 69[2]